# علی‌اصغر هدایتی
علی‌اصغر هدایتی (خرداد ۱۳۱۱ - دی ۱۳۹۲) حقوقدان ایرانی و پژوهشگر بیمه و بانکداری بود. او مدتی رئیس بانک مسکن و عضو هیئت علمی مؤسسه عالی بانکداری بود. او برای نگارش کتاب بیمه و نقش آن در تاریخ خسارات در سال ۱۳۳۵ برندهٔ جایزه سلطنتی کتاب سال شد.